# لاندشافت زیلت
لاندشافت زیلت (به آلمانی: Amt Landschaft Sylt) یک منطقهٔ مسکونی در آلمان است که در نوردفرایسلند واقع شده‌است. لاندشافت زیلت  ۱۲٬۰۳۰ نفر جمعیت دارد.